# Хальбвакс, Морис
Морис Хальбвакс (правильнее: Альбвакс) (фр. Maurice Halbwachs, 11 марта 1877, Реймс — 16 марта 1945, Бухенвальд) — французский философ, социолог, социальный психолог, представитель социологической школы Дюркгейма, основоположник научных исследований исторической коллективной памяти. Сторонник социализма Ж. Жореса.

## Биография
Из семьи эльзасско-немецкого происхождения, сын лицейского преподавателя немецкого языка. Учился в Эколь Нормаль (1898—1901). В 1904 и 1909 годах ездил в Германию, где участвовал в каталогизации трудов Лейбница, а затем изучал экономику и марксизм.
Преподавал в лицеях Реймса, Тура, Нанси, в 1918—1919 годах — в Кане, в 1919—1935 годах — в Страсбурге. В 1930 году — приглашённый профессор Чикагского университета. В 1935 году получил кафедру в Сорбонне. Президент Французского социологического общества (1938), вице-президент Психологического общества (1943). В мае 1944 года избран заведующим кафедрой коллективной психологии в Коллеж де Франс.
Сторонник идей гуманизма и социализма, Хальбвакс был активным противником антисемитизма. После зверского убийства родителей его жены (которая была еврейского происхождения), он настоятельно требует от властей оккупированной Франции официального расследования. В июле 1944 года один из сыновей Хальбвакса  был арестован гестапо как участник движения Сопротивления. 26 июля был арестован и сам Хальбвакс, который к тому же был социалистом. Сначала он был помещён в тюрьму во Френе, а затем депортирован в Бухенвальд, где он умер от дизентерии.

## Научные интересы
Хальбвакс занимался проблемами демографии и стратификации, пространственного расселения и социальной морфологии, но наиболее известен начатыми ещё в 1920-х годах работами по коллективной памяти, в которых синтезировал дюркгеймовские идеи о коллективных представлениях с философией времени у Бергсона и которые приобрели широкое признание уже в последние десятилетия XX — начале XXI вв. Эти работы были переведены на многие европейские языки. Они получили развитие в трудах философов, социологов, историков — П. Рикёра, Я. Ассмана и др.

## Научные труды
- Leibniz (1907, переизд. 1928)
- La classe ouvrière et les niveaux de vie (1913)
- Les origines du sentiment religieux d’après Durkheim (1925)
- Les Cadres sociaux de la mémoire (1925)
- La Population et les tracés de voies à Paris depuis cent ans (1928)
- Les Causes du suicide (1930)
- Morphologie sociale (1930)
- Sociologie économique et démographique (1940)
- La Topographie légendaire des Évangiles en Terre Sainte; étude de mémoire collective (1941)
- Les classes sociales (1942)
- La Mémoire collective (1950)

## Переводы на русский язык

### Книги
- Хальбвакс М. Социальные классы и морфология / пер. с фр. А. Т. Бикбова, Н. А. Шматко. — М.—СПб.: Институт экспериментальной социологии—Алетейя, 2000. — 509 с. — ISBN 5-89329-193-Х.
- Хальбвакс М. Социальные рамки памяти / пер. с фр. С. Н. Зенкина. — М.: Новое издательство, 2007. — 348 с. — ISBN 978-5-98379-088-9.

### Статьи
- Хальбвакс М. (Гальбвакс М.). Возникновение религиозного чувства по Дюркгейму // Происхождение религии в понимании буржуазных учёных / под. ред. А. Т. Лукачевского. — М.: Московский рабочий, 1932. — 231 с.
- Хальбвакс М. Коллективная и историческая память // Неприкосновенный запас : журнал. — 2005. — № 2. — ISSN 1815-7912.
- Хальбвакс М. Индивидуальное сознание и коллективный разум // Философские науки : журнал  / пер. с фр. О. И. Мачульской, Я. О. Фетисова. — 2015. — № 9. — С. 105-115. — ISSN 0235-1188,2618-8961.

## Признание
- Орден Почётного легиона.